# Natalia Dallapiccola
Natalia Dallapiccola (* 27. Juni 1927 in Fornace, Trentino; † 1. April 2008 in Rom) war eine italienische Aktivistin und Mitbegründerin der Fokolar-Bewegung.

## Biografie
Dallapiccola schloss sich im Juni 1943 Chiara Lubich, der Gründerin der Fokolar-Bewegung, an und lebte mit ihr im ersten Fokolar in Trient am Kapuzinerplatz. Einige Jahre später wechselte sie nach Rom.
1959 half sie bei der Eröffnung des Fokolars im damaligen West-Berlin mit. Bischof Otto Spülbeck hatte Chiara Lubich um Unterstützung gebeten, weil das katholische Krankenhaus in Leipzig nach der Flucht vieler Akademiker dringend ärztliches Personal benötigte. 1962 ging sie, als „Putzhilfe“ einer westdeutschen Ärztin getarnt, mit in die Deutsche Demokratische Republik und half von dort dem Aufbau der Fokolarbewegung im Ostblock. Nach der Wende weitete sich die Bewegung bis in die Sowjetunion aus. Dallapiccola leitete die Bewegung im Ostblock und organisierte die konspirativen Treffen und Gottesdienste der Fokolaren bis 1976. In diesem Jahr musste sie aus gesundheitlichen Gründen nach Italien zurückkehren.
In Italien kümmerte sie sich vermehrt um interreligiöse Kontakte und stellte diese zu den religiösen Führern aller Weltreligionen her. 2005 hielt sie einen Vortrag auf dem ersten Forum von Christen und Muslime in Rom. Den Standpunkt der Fokolar-Bewegung vertrat sie auf diversen interreligiösen Treffen und Kongressen bis zu ihrem Tod im April 2008.